# 1995 في إيطاليا
فيما يلي قوائم الأحداث التي وقعت خلال عام 1995 في إيطاليا.

## سياسة

### تعيين في المنصب
- 1 يناير – فرانكو بساني Director of the Scuola Normale Superiore ‏.
- 17 يناير – لامبرتو ديني رئيس وزراء إيطاليا.

### انتهاء فترة المنصب
- 1 يناير – إميليو بيكاسو Director of the Scuola Normale Superiore ‏.
- 17 يناير – سيلفيو برلسكوني رئيس وزراء إيطاليا.

## أفلام
من الأفلام التي صدرت هذه السنة في إيطاليا:
- 1 يناير – كسوف كلي من إخراج آقنييسكا هولاند.

## مواليد

### يناير
- 12 يناير – أليزيو رومانيولي لاعب كرة قدم إيطالي.

### فبراير
- 28 فبراير – ماتيو دوناتي لاعب كرة مضرب إيطالي.

### مارس
- 3 مارس – برايان كريستانتي لاعب كرة قدم إيطالي.
- 7 مارس – ألبرتو غراسي لاعب كرة قدم إيطالي.

### أبريل
- 11 أبريل – ستيفانو نابوليتانو لاعب كرة مضرب إيطالي.

### مايو
- 18 مايو – جول دانيلو

### يونيو
- 30 يونيو – أندريا بيتانيا لاعب كرة قدم إيطالي.

### سبتمبر
- 6 سبتمبر – لوكا كريكو لاعب كرة قدم إيطالي.
- 29 سبتمبر – أليس ماتيوكسي لاعبة كرة مضرب إيطالية.

### ديسمبر
- 9 ديسمبر – سيموني فونتيكتشيو لاعب كرة سلة إيطالي.
- 21 ديسمبر – مايكل روبن رينالدي

## وفيات

### فبراير
- 15 فبراير – سيرجيو بيرتوني (مواليد 1915) لاعب كرة قدم إيطالي.

### مارس
- 24 مارس – كارلو بافيزي (مواليد 1923) مسايف إيطالي.

### أبريل
- 22 أبريل – كارلو تشيريزولي (مواليد 1910) لاعب كرة قدم إيطالي.
- 25 أبريل – أندريا فورتوناتو (مواليد 1971) لاعب كرة قدم إيطالي.

### يونيو
- 20 يونيو – جياني غيديني (مواليد 1930) درّاج طريق إيطالي.
- 23 يونيو – فرانشيسكو كاموسو (مواليد 1908) درّاج طريق إيطالي.

### يوليو
- 8 يوليو – إدموندو فابري (مواليد 1921) لاعب ومدرب كرة قدم إيطالي.

### أغسطس
- 20 أغسطس – هوغو برات (مواليد 1927)

### أكتوبر
- 20 أكتوبر – ريكاردو كارابيليزي (مواليد 1922) لاعب كرة قدم إيطالي.
- 22 أكتوبر – ماريو كوستا (مواليد 1904)

### نوفمبر
- 27 نوفمبر – جيانكارلو بوغاتي (مواليد 1934) سائق سيارة سباق إيطالي.

### ديسمبر
- 8 ديسمبر – ماينو نيري (مواليد 1924) لاعب ومدرب كرة قدم إيطالي.
- 12 ديسمبر – جيوفاني جياكومازي (مواليد 1928) لاعب كرة قدم إيطالي.